# (5500) Twilley
(5500) Twilley (1981 WR) – planetoida z pasa głównego asteroid okrążająca Słońce w ciągu 3,44 lat w średniej odległości 2,28 j.a. Odkryta 24 listopada 1981 roku.